# موسینیاتس
موسینیاتس (زبان ارمنی: Մուսինյանց), یکی از نام‌های خانوادگی رایج در میان ارمنیان می‌باشد.
- گورگن موسینیاتس
- مکرتیچ موسینیاتس